# Società storica valtellinese
La Società Storica Valtellinese è stata fondata a Sondrio nel 1921 per promuovere e diffondere gli studi storici nelle valli dell’Adda e della Mera che costituiscono la Provincia di Sondrio. Dalla fondazione pubblica un bollettino (dal 1953 con regolarità annuale) e cura quattro collane editoriali: Studi storici sulla Valtellina, Atti e documenti, Inventari dei toponimi e Quaderni.
Ha sede a Sondrio, nella civica Villa Quadrio, presso la biblioteca intitolata a Pio Rajna, l'illustre filologo nato a Sondrio che fu suo primo presidente e fra i promotori del sodalizio insieme ad altri intellettuali tra cui si ricorda Enrico Besta.